# Eyalato de Kanije
El eyalato de Kanije o Kanizsa (en turco otomano: ایالت كانیژه; Eyālet-i Ḳanije‎; en turco: Kanije Eyaleti; en húngaro: Kanizsai ejálet;,en croata: Kaniški ejalet) fue una entidad territorial administrativa del Imperio otomano formada en 1600 y existente hasta el colapso del dominio otomano en Europa Central después de 1686 (nominalmente hasta 1699). 

## Historia

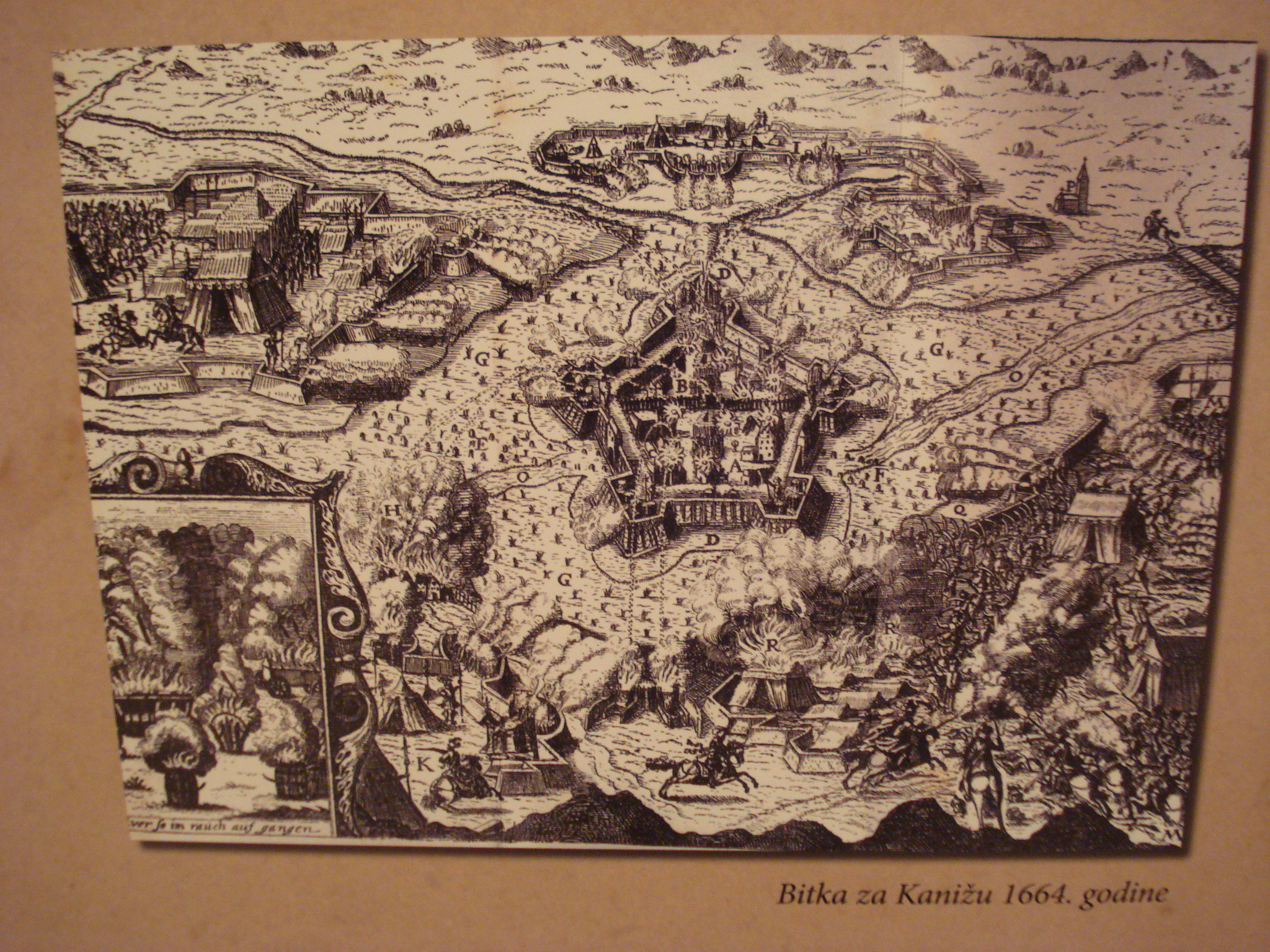
Representación contemporánea del asedio fallido de Kanije en mayo de 1664, llevado a cabo por fuerzas cristianas dirigidas por Nikola VII Zrinski, Ban (virrey) de Croacia, el general Hohenlohe-Neuenstein y el general Peter Strozzi.

La provincia de Kanije se estableció en 1600 después de que la ciudad de Kanije fuera capturada de los Habsburgo. Esta área recién conquistada se unió al territorio de la provincia de Zigetvar, que se formó en 1596 a partir de algunos sanjacados del eyalato de Buda (que se había expandido como resultado de las ganancias territoriales otomanas durante la Guerra Larga ) y el eyalato de Bosnia. Kanije existió hasta la recaptura de Kanije por la monarquía de Habsburgo en 1690. Fue cedido formalmente a la monarquía Habsburgo por el tratado de Karlowitz en 1699. 

## Divisiones administrativas
| En 1600, el eyalato de Kanije: - Sanjacado de Kanije - Sanjacado de İstolni Belgrad (Székesfehérvár), - Sanjacado de Peçuy (Pécs), y - Sanjacado de Pojega (Požega) | Los sanjavados de Kanije en el siglo XVII: 1. Sanjacado de Kanije 2. Sanjacado de Siget 3. Sanjacado de Kopan 4. Sanjacado de Valiova 5. Sanjacado de Sokolofja | Luego, [¿cuándo?] se expandió para incluir: - Sanjacado de Kanije - Sanjacado de Zigetvar (Szigetvár), - Sanjacado de Kopan (Törökkoppány), - Sanjacado de Valpuva [cita requerida] (Valpovo), - Sanjak de Siklos (Siklós), - Sanjacado de Nadaj (Mecseknádasd), y - Sanjacado de Balatin [cita requerida] (Beltinci) - Sanjacado de Peçuy (Pécs) - Sanjacado de Pojega |